# Гарпаголест
Гарпаголест (лат. Harpagolestes, от др.-греч. ἁρπᾰγή «добыча», «жадность», «грабёж» и λῃστής «разбойник», «похититель») — род млекопитающих вымершего отряда мезонихий. Жил в центральной и восточной Азии в среднем и позднем эоцене. Ископаемые образцы найдены на территории Монголии, КНР, один образец найден в Корее; вероятно, также обитал в Северной Америке.
По размеру напоминал медведя, а по внешнему виду — гиену. Имел сильные, загнутые клыки, глубоко посаженную нижнюю челюсть, массивный череп, коренные зубы сильно изношены. Эти характеристики, наряду с мощными костями конечностей, свидетельствуют о том, что гарпаголест был падальщиком, а не преследовал свою добычу. Износ коренных зубов говорит о том, что он часто разгрызал кости.